# Балашов, Балаш Курбанмагомедович
Балаш Курбанмагомедович Балашов (род. 17 февраля 1954, Башлыкент,  Каякентский район, Дагестанская АССР, РСФСР, СССР) — российский политический и общественный деятель. Депутат Государственной Думы ФС РФ 6-го созыва от Всероссийской политической партии «Единая Россия». Кандидат экономических наук.

## Общая информация
В 1976 году закончил Дагестанский государственный политехнический институт. В 1994 году основал и возглавил в Москве инвестиционно-строительную компанию ОАО «РАС». В декабре 2011 году избран депутатом Государственной Думы по списку партии «Единая Россия». Был членом комитета Госдумы по земельным отношениям и строительству.
Балашов вместе с дочерью — собственники компании «Диаретстрой», девелопера элитного клубного жилого комплекса Novel House на Якиманке (3-й Кадашевский переулок, 5с1). На Рублёвке владеет участком в 55 соток (стоимость 456 млн руб.).